# Shadowhunters - Le origini. La principessa
Shadowhunter - Le origini: La Principessa è un libro urban fantasy scritto da Cassandra Clare ed è stato pubblicato in inglese il 19 marzo 2013, in italiano nel 2013. È il terzo libro della saga Shadowhunters - Le Origini.

## Trama
Will, Jem e gli altri Shadowhunters dell'Istituto accorrono in aiuto di Gabriel Lightwood, figlio minore di Benedict, quando scoprono che suo padre si è trasformato in un enorme verme a causa della sifilide demoniaca. Durante il combattimento, Benedict viene ucciso, mentre Jem si sente male.
Tornati all'Istituto, Will scopre che il compagno sta facendo maggiore uso di yin fen, la droga che lo tiene in vita e che deve costantemente assumere a causa della sua malattia, da quando si è fidanzato con Tessa, ma la scorta si è quasi del tutto esaurita ed è sparita anche dal mercato perché Mortmain l'ha acquistata tutta.
Poco tempo dopo, Mortmain offre un quantitativo di yin fen in cambio di Tessa, ma Jem, non volendo che lei si sacrifichi, distrugge la lettera con le istruzioni. Poiché il tempo rimasto al ragazzo è sempre meno, Jem e Tessa decidono di sposarsi nel giro di due giorni ma, prima che possano farlo, gli automi attaccano l'Istituto, rapiscono Tessa e uccidono Jessamine mentre i Fratelli Silenti la stavano riportando da loro: quest'ultima, però, riesce, prima di morire, ad informare i Nephilim che Mortmain si nasconde sul Cadair Idris, un monte gallese.
Poco prima che Will parta per andare a salvare Tessa, Jem scopre i sentimenti che l'amico prova per lei, ma non ne rimane ferito.
Nel mentre, Aloysius Starkweather, arrivato da York per far visita a Charlotte, racconta alla donna che sua nipote Adele fu scambiata con una bambina mondana dalle fate quando ancora era molto piccola e che quindi crebbe da mondana come Elizabeth Gray, madre di Tessa: la ragazza gli ha infatti ricordato in modo incredibile la figlia ormai deceduta, inoltre la sua falsa nipote morì non appena ricevette la sua prima runa, a testimonianza del fatto che fosse umana e non Nephilim.
Durante il viaggio verso il Galles, Will sente il legame magico da Parabatai che lo lega a Jem spezzarsi, segno che il suo amico è morto, mentre Tessa, prigioniera del Magister, apprende che il ciondolo a forma di angelo meccanico che la protegge quando è in pericolo è stato costruito dal padre di Mortmain, lo stregone John Shade, e che contiene parte dell'anima dell'angelo Ithuriel. Mortmain rivela inoltre alla ragazza che lei è figlia di una Nephilim che non ha mai ricevuto i marchi da Cacciatrice e di un demone che aveva assunto le sembianze di Richard Gray, suo padre.
Alla fine, Mortmain costringe Tessa a trasformarsi in suo padre, John Shade, dal quale apprende la formula per legare l'anima dei demoni agli automi, riuscendo così a mettere in funzione il suo esercito e rendendolo quasi umano e immune alle armi dei Cacciatori.
Quando finalmente Will trova Tessa, imprigionata in una stanza cavernosa, i due parlano dei loro reciproci sentimenti e fanno l'amore. Il giorno dopo, vengono raggiunti anche dagli altri membri dell'Istituto e da tre Fratelli Silenti grazie al portale da poco inventato da Henry e Magnus; Charlotte rivela loro che non hanno ricevuto alcun aiuto dal Console, che non si fida di lei, e che quindi dovranno affrontare Mortmain da soli.
Durante la battaglia contro gli automi, Tessa scopre che Jem non è morto, ma è diventato un Fratello Silente, fermando così l'avanzare della morte. Poi, la ragazza si trasforma in Ithuriel e uccide Mortmain, distruggendo contemporaneamente tutti i suoi automi e i demoni contenuti al loro interno (essendo Mortmain legato a loro).
Tornati all'Istituto, con un Fratello Silente morto e con Henry che, in seguito alla battaglia, ha perso l'uso delle gambe, i Cacciatori scoprono che il Consiglio è sopravvissuto fortunosamente ad un attacco da parte degli automi, ma tra le vittime ci sono il Console e Aloysius.
Prima di ritirarsi definitivamente nella Città Silente, Jem saluta Will e Tessa, promettendo alla ragazza che la incontrerà ogni anno, per un'ora, al Blackfriars Bridge, il loro posto del cuore.
Non molto tempo dopo, Charlotte viene nominata nuovo Console, Sophie ascende Diventando una Cacciatrice e potendo finalmente sposare Gideon, Cecily e Gabriel si mettono insieme e Will e Tessa si sposano: nel corso degli anni, avranno due figli, James e Lucie, e vivranno una vita felice, finché Will non morirà, nel 1937. Tessa, invece, rimasta giovane per via della sua immortalità, si allontana dalla propria famiglia, non sopportando di sopravvivere a tutti.
Un giorno di molti anni dopo, Jem e Tessa s'incontrano sul Blackfriars Bridge, dove la ragazza scopre che Jem, non essendo più in pericolo di vita perché ha trovato una cura, ha lasciato i Fratelli Silenti ed è tornato umano: i due si rendono conto che i sentimenti che provavano l'uno per l'altra sono ancora vivi e si baciano, decidendo di girare il mondo per passare del tempo insieme.